# Mohora
Mohora är en ort (by) i provinsen Nógrád i norra Ungern. Orten har 923 invånare (2024), på en yta av 15,95 km². Den ligger cirka 10 kilometer sydost om Balassagyarmat.